# Персијски поточни даждевњак
Персијски поточни даждевњак (лат. Paradactylodon persicus, енгл. Persian brook salamander) је водоземац из реда репатих водоземаца (Caudata) и породице  Hynobiidae. 

## Распрострањење
Врста је присутна у Ирану и Азербејџану.

## Станиште
Станишта врсте су планине, крш, пећине и слатководна подручја. 

## Угроженост
Ова врста је на нижем степену опасности од изумирања, и сматра се скоро угроженим таксоном.